# Binipa
Binipa és un riu d'Orissa al districte de Cuttack, derivació del riu Mahanadi del que se separa a l'altre costat de la ciutat de Cuttack. Corre en direcció nord-est uns 25 km i rep per l'esquerra al Genguti. Finalment desaigua al Brahman i amb aquest desemboca a la badia de Bengala.